# یواس‌اس فینکس (سی‌ال-۴۶)
یواس‌اس فینکس (سی‌ال-۴۶) (به انگلیسی: USS Phoenix (CL-46)) یک کشتی بود که طول آن ۶۰۸ فوت ۴ اینچ (۱۸۵٫۴۲ متر) بود. این کشتی در سال ۱۹۳۸ ساخته شد.